# Меликли, Тофик Давуд оглу
Меликли, Тофик Давуд оглу (азерб. Tofiq Davud oğlu Məlikli; род. 31 августа 1942, Кировабад) — советский, российский и азербайджанский литературовед, востоковед, культуролог, переводчик, писатель, общественный деятель. Доктор филологических наук, профессор. Заслуженный деятель науки Азербайджана (2011).

## Биография
Родился 31 августа 1942 в семье врачей. Окончив среднюю школу, в 1960 году поступил в Азербайджанский государственный университет, на факультет востоковедения. После окончания университета поступил в аспирантуру Института востоковедения Академии наук СССР. В 1968 году
защитил кандидатскую диссертацию «Турецкая поэзия 60-х годов XX века». В 1969-1991 годы работал в Институте востоковедения АН СССР, в 1991-1994 заведующим отделением русского языка и литературы Стамбульского Университета (Турция), 1994-2015 директор Центра турецкого языка и культуры Московского лингвистического университета. В 1994 году защитил докторскую диссертацию «Новая поэзия Турции: становление и развитие». 1998 году получил звание профессора. В настоящее время живёт в Баку.

## Вклад в науку
Главные направления научной деятельности: литературоведение икультурология, сравнительное литературоведение, турецкая и тюркская филология. Будучи по существу единственным в СССР специалистом по современной турецкой поэзии, Т.Д.Меликлив течение многих лет исследовал идейно-эстетические принципы нового явления в турецкой литературе – йени шиир (новая поэзия) и опираясь на комплексное историко-литературоведческое исследование, системный анализ творчества ведущих поэтов того направления, он впервые в тюркологической науке разработал стройную и целостную систему нового типа художественного единства, без которой невозможно понять и осмыслить современную турецкую литературу. Автор 15 книг и более 200 статей по турецкой литературе, сравнительному литературоведению, культурологии, проблемам тюркологии, литературе и культуре Азербайджана. Почетный член Турецкого лингвистического общества, член Российского комитета тюркологов, лауреат нескольких литературных премий.
Более 30 лет Тофик Меликли является членом Союза писателей СССР, а затем - России, Азербайджана. Автор двух поэтических сборников. Им переведены на русский и азербайджанский языки произведения некоторых турецких писателей. Труды Меликли переведены на иностранные языки и изданы за рубежом.

### Основные работы
- Турецкая поэзия 60-х начала 70-х годов. М., 1980;
- Назым Хикмет и новая поэзия Турции М., 1987;
- Новая поэзия Турции: становление и развитие. Баку, 1993;
- Литература Турции: корни и крона. М., 1998;
- Türkoloji problemler. Bakı, 2008;
- История литературы Турции. М., 2010;
- Одиночество гения. Фазыл Хюсню Дагларджа. М., 2014;[6]
- Поэты Турции. Баку, 2017;
- Türkoloji və filoloji problemlər. Bakı, 2017.

## Награды и звания
- Медаль «В память 850-летия Москвы».
- Заслуженный деятель науки Азербайджана (4 июля 2011 года) — за достижения в области науки, культуры, искусства, журналистики, физической культуры и спорта, заслуги в развитии азербайджанской диаспоры[7].
- Премия «Хумай» (2019 год).
- Почётный знак «За заслуги в развитии культуры и искусства» (29 ноября 2018 года, Межпарламентская ассамблея СНГ) — за значительный вклад в формирование и развитие общего культурного пространства государств — участников Содружества Независимых Государств, в реализацию идей сотрудничества в сфере культуры и искусства[8].
- Медаль Всероссийского Азербайджанского Конгресса (2007 год) — за активную общественную деятельность[9].
- Премия фонда «Мостюрк» (2007 год) — за большой вклад в развитие советско-турецких, российско-турецких научных и культурных связей[9].